# Kroongetuige (televisieprogramma)
Kroongetuige is een Nederlands televisieprogramma dat werd uitgezonden door RTL 4. In Kroongetuige ging een geselecteerde groep bekende Nederlanders een fictieve moord oplossen. Wat ze alleen niet wisten, is dat een van hen de "kroongetuige" was en de boel in het geheim probeerde te saboteren.
Het programma was een combinatie tussen fictie, spel en reality, tevens toonde het gelijkenissen met het Nederlandse televisieprogramma Wie is de Mol?.

## Format
In Kroongetuige ging een groep van negen bekende Nederlanders onder leiding van presentatrice Monic Hendrickx de strijd met elkaar aan in een gecreëerde wereld die zich bevond tussen fictie en realiteit. Op de locatie waar de bekende Nederlanders verblijven is een fictieve moord gepleegd, daardoor kruipt de groep in de huid van rechercheurs en proberen zij deze moord op te lossen. Wat de rechercheurs echter niet weten is dat het onderzoek naar de moord in het geheim wordt gesaboteerd door een van hen: dit is de kroongetuige. Deze kroongetuige zal er alles aan doen om het onderzoek van zijn of haar collega rechercheurs te laten mislukken.
Elke aflevering begint met een paar minuten fictie die alleen de kijkers thuis te zien krijgen, hierin zijn de verschillende personages te zien die betrokken zijn bij de moord. Na de fictie gaat het onderzoek van de rechercheurs verder; door middel van verschillende onderzoeken kunnen de rechercheurs hints vinden die leiden naar de daders. Hebben de rechercheurs het onderzoek goed gedaan kunnen zij een letter bemachtigen die belangrijk is voor het eindspel. De kijkers thuis krijgen van tevoren te horen wat de rechercheurs op de locatie kunnen aantreffen. Aan het eind van elke aflevering maken de rechercheurs een "proces-verbaal", dit is een verslag van het onderzoek tot dan toe, vol met belangrijke details. Wie het proces-verbaal het slechtste maakt, moet het programma verlaten. Tot nu toe hoefde niemand het programma in de eerste aflevering te verlaten.
In de laatste aflevering van het programma wordt de kroongetuige ontmaskerd. De laatste rechercheur die naast de kroongetuige is overgebleven, moet proberen een wachtwoord in te vullen met de letters die ze elke keer als beloning hebben gekregen. Als het wachtwoord binnen de tijd juist wordt ingevuld, kan de dader worden gearresteerd en wint de rechercheur een geldbedrag. Lukt dit niet, dan gaat de kroongetuige er met het zwijggeld vandoor.

## Seizoensoverzicht
| Seizoen | Uitzenduren            | Aantal afleveringen | Start seizoen    | Start seizoen | Einde seizoen   | Einde seizoen | Gemiddelde kijkcijfers |
| Seizoen | Uitzenduren            | Aantal afleveringen | Datum            | Kijkcijfers   | Datum           | Kijkcijfers   | Gemiddelde kijkcijfers |
| ------- | ---------------------- | ------------------- | ---------------- | ------------- | --------------- | ------------- | ---------------------- |
| 1       | Zaterdag 22:00 – 23:00 | 8                   | 2 september 2017 | 780.000       | 21 oktober 2017 | 889.000       | 660.875                |
| 2       | Maandag 21:30 – 22:30  | 8                   | 15 oktober 2018  | 572.000       | 3 december 2018 | 435.000       | 403.125                |

## Seizoenen

### Seizoen 1 (2017)
Het eerste seizoen bestond uit acht afleveringen met negen deelnemers. Het programma vond plaats in Öregrund in Zweden. Tijdens de eerste aflevering van dit seizoen viel er niemand af. In de finale-aflevering werd bekend dat Esmée van Kampen de kroongetuige was. Tooske Ragas nam het tegen haar op in de finale en wist uiteindelijk het eerste seizoen te winnen door het codewoord te kraken. Ze won hiermee een bedrag van 20.000 euro.
| Afl. | Uitzenddatum      | Opmerkingen                              | Kijkcijfers |
| ---- | ----------------- | ---------------------------------------- | ----------- |
| 1    | 2 september 2017  | Niemand hoefde het programma te verlaten | 780.000     |
| 2    | 9 september 2017  | Achmed Akkabi viel af                    | 660.000     |
| 3    | 16 september 2017 | Bram Moszkowicz viel af                  | 679.000     |
| 4    | 23 september 2017 | Thijs Zeeman viel af                     | 526.000     |
| 5    | 30 september 2017 | Marcel Musters viel af                   | 661.000     |
| 6    | 7 oktober 2017    | Monica Geuze viel af                     | 553.000     |
| 7    | 14 oktober 2017   | Frits Wester viel af                     | 539.000     |
| 8    | 21 oktober 2017   | Tooske Ragas won het programma           | 889.000     |

### Seizoen 2 (2018)
Het tweede seizoen bestaat uit acht afleveringen met negen deelnemers. Het programma vond ditmaal plaats in Köping in Zweden.
| Afl. | Uitzenddatum     | Opmerkingen                                                                                    | Kijkcijfers |
| ---- | ---------------- | ---------------------------------------------------------------------------------------------- | ----------- |
| 1    | 15 oktober 2018  | Niemand hoefde het programma te verlaten                                                       | 572.000     |
| 2    | 22 oktober 2018  | Eva Cleven viel af                                                                             | 398.000     |
| 3    | 29 oktober 2018  | Kaj van der Ree viel af                                                                        | 483.000     |
| 4    | 5 november 2018  | Viggo Waas viel af                                                                             | 361.000     |
| 5    | 12 november 2018 | Vivienne van den Assem viel af                                                                 | 325.000     |
| 6    | 19 november 2018 | Kluun viel af                                                                                  | 332.000     |
| 7    | 26 november 2018 | Loretta Schrijver viel af                                                                      | 319.000     |
| 8    | 3 december 2018  | Fred Teeven won het spel als Kroongetuige doordat Bo Maerten het wachtwoord niet wist te raden | 435.000     |

## Kandidaten
Hieronder een overzicht met de kandidaten en hun eventuele verdere rol in het spel.
| Seizoen | De Kroongetuige  | Winnaar                                                                            | Verliezend finalist    | Overige kandidaten (op volgorde van eliminatie)                                             |
| ------- | ---------------- | ---------------------------------------------------------------------------------- | ---------------------- | ------------------------------------------------------------------------------------------- |
| 1       | Esmée van Kampen | Tooske Ragas                                                                       | Fatima Moreira de Melo | Achmed Akkabi, Bram Moszkowicz, Thijs Zeeman, Marcel Musters, Monica Geuze en Frits Wester  |
| 2       | Fred Teeven      | Fred Teeven als Kroongetuige doordat Bo Maerten het wachtwoord niet wist te raden. | Birgit Schuurman       | Eva Cleven, Kaj van der Ree, Viggo Waas, Vivienne van den Assem, Kluun en Loretta Schrijver |

## App
Tijdens de eerste aflevering van Kroongetuige werd er een app onder dezelfde naam gelanceerd. Hiermee konden de kijkers aan de hand van verschillende spellen mee speuren met de rechercheurs om meer informatie over het onderzoek te krijgen, daarmee konden de kijkers exclusieve beelden verkrijgen. Wekelijks kunnen de app-spelers voorspellen wie zij denken dat de kroongetuige is, wie uiteindelijk het meeste keer goed voorspeld heeft wie de kroongetuige is kon een reis naar Zweden winnen.

## Waardering
De eerste aflevering van het programma werd relatief goed bekeken met een kijkcijfer-aantal van 780.000 kijkers. Hierna schommelde de kijkcijfers van het programma tussen de 526.000 en 679.000 kijkers. De finale-aflevering werd door ruim 889.000 kijkers bekeken.
Ondanks tegenvallende kijkcijfers maakte producent Strix Television in februari 2018 bekend dat het programma terug zou keren voor een tweede seizoen. Het tweede seizoen startte op 15 oktober 2018.